# Liste des ministres prussiens de la Justice
Liste des ministres prussiens de la Justice.
L'administration ministérielle moderne commence en Prusse sous Frédéric-Guillaume Ier. À partir de 1723 environ, ses cinq ministres sont chacun responsables de certaines régions et de chaque province. Dans le même temps, trois ministres se voient confier la fonction de ministre de la Justice ; Ils ne peuvent prendre les décisions importantes que collectivement (principe collégial). Les tâches principales sont les propositions de nomination des juges, la formation des avocats, l'administration du système judiciaire (bâtiments et personnel), les greffes (en particulier les registres fonciers) ainsi que le conseil du roi. Ce système est maintenu jusqu'en 1737, puis réactivé temporairement.
Sous Frédéric II, l'élaboration systématique des statuts commence. Cette tâche est confiée à un nouveau grand chancelier (également connu sous le nom de ministre de la justice et chef de la justice) en 1747. Parfois, il y a aussi une administration continue par d'autres ministres de la Justice; surtout sous le Grand Chancelier Jarriges, qui travaille avec quatre autres ministres. Les responsabilités typiques de ces autres ministres de la justice sont la gestion du service criminel, la justice militaire ou l'administration de la justice ainsi que la supervision de la justice provinciale. De 1762 au XIXe siècle, les « affaires spirituelles » (églises et éducation) font également partie des attributions des ministres de la Justice (Zedlitz, Wöllner, Massow (de)).
Avec les réformes de 1808/18, un ministère de la Justice indépendant est créé, scindé en 1817 en :
- Ministre de la Justice
- Ministre de la Révision de la législation

À partir de 1848, l'organisation correspond à la pratique que nous connaissons aujourd'hui.
Ce qui est déroutant, c'est que les provinces ont aussi un ministre de la Justice. En plus des ministres de la Justice de l'État de Prusse, il y a aussi un ministre de la Justice de la Province de Prusse (qui devient plus tard « province de Prusse-Orientale », encore plus confuse : pour des raisons historiques, on l'appelle « le Royaume »). Les ministres provinciaux de la Justice portent parfois le titre de chancelier. Dans la mesure où il existe des articles à leur sujet, ils sont également répertoriés ici pour une meilleure classification.

## Principe collégial de 1723 à 1737
| Nom de famille                        | Prise de fonction | Démission | image |
| ------------------------------------- | ----------------- | --------- | ----- |
| Christoph von Katsch (de) (1665-1729) |                   |           |       |

## Ministre unique et grand chancelier de 1737 à 1817
| Nom de famille                           | Prise de fonction | Démission       | Titre, tâches                                                               | image |
| ---------------------------------------- | ----------------- | --------------- | --------------------------------------------------------------------------- | --- |
| Samuel von Cocceji                       | 1737              | 1739            | unique ministre de la justice                                               | Armoiries du royaume de Prusse · Levin Friedrich von Bismarck · Karl Abraham de Zedlitz · membre du parlement des etats unis · Karl Abraham de Zedlitz · Armoiries de ceux de Münchhausen · Johann Heinrich Casimir Comte von Carmer · Carl Friedrich von Beyme |
| Samuel von Cocceji                       | 1741              | 1746            | unique ministre de la justice                                               | Armoiries du royaume de Prusse · Levin Friedrich von Bismarck · Karl Abraham de Zedlitz · membre du parlement des etats unis · Karl Abraham de Zedlitz · Armoiries de ceux de Münchhausen · Johann Heinrich Casimir Comte von Carmer · Carl Friedrich von Beyme |
| Samuel von Cocceji                       | 1747              | 1755            | Grand Chancelier                                                            | Armoiries du royaume de Prusse · Levin Friedrich von Bismarck · Karl Abraham de Zedlitz · membre du parlement des etats unis · Karl Abraham de Zedlitz · Armoiries de ceux de Münchhausen · Johann Heinrich Casimir Comte von Carmer · Carl Friedrich von Beyme |
| Levin-Friedrich von Bismarck (de)        | 20 décembre 1746  | 1764            |                                                                             | Armoiries du royaume de Prusse · Levin Friedrich von Bismarck · Karl Abraham de Zedlitz · membre du parlement des etats unis · Karl Abraham de Zedlitz · Armoiries de ceux de Münchhausen · Johann Heinrich Casimir Comte von Carmer · Carl Friedrich von Beyme |
| Philipp Joseph von Jariges (de)          | 1755              | 9 novembre 1770 | Grand Chancelier                                                            | Armoiries du royaume de Prusse · Levin Friedrich von Bismarck · Karl Abraham de Zedlitz · membre du parlement des etats unis · Karl Abraham de Zedlitz · Armoiries de ceux de Münchhausen · Johann Heinrich Casimir Comte von Carmer · Carl Friedrich von Beyme |
| Ernst Friedemann von Münchhausen (de)    | 1763              | 1764            | Ministre d'État et de la Justice                                            | Armoiries du royaume de Prusse · Levin Friedrich von Bismarck · Karl Abraham de Zedlitz · membre du parlement des etats unis · Karl Abraham de Zedlitz · Armoiries de ceux de Münchhausen · Johann Heinrich Casimir Comte von Carmer · Carl Friedrich von Beyme |
| Maximilian von Fürst und Kupferberg (de) | 1763              | 1770            | Chef de la magistrature dans plusieurs provinces                            | Armoiries du royaume de Prusse · Levin Friedrich von Bismarck · Karl Abraham de Zedlitz · membre du parlement des etats unis · Karl Abraham de Zedlitz · Armoiries de ceux de Münchhausen · Johann Heinrich Casimir Comte von Carmer · Carl Friedrich von Beyme |
| Maximilian von Fürst und Kupferberg      | 1770              | 1770            | Grand Chancelier                                                            | Armoiries du royaume de Prusse · Levin Friedrich von Bismarck · Karl Abraham de Zedlitz · membre du parlement des etats unis · Karl Abraham de Zedlitz · Armoiries de ceux de Münchhausen · Johann Heinrich Casimir Comte von Carmer · Carl Friedrich von Beyme |
| Karl Abraham von Zedlitz                 | 1770              | 1789            | Département criminel                                                        | Armoiries du royaume de Prusse · Levin Friedrich von Bismarck · Karl Abraham de Zedlitz · membre du parlement des etats unis · Karl Abraham de Zedlitz · Armoiries de ceux de Münchhausen · Johann Heinrich Casimir Comte von Carmer · Carl Friedrich von Beyme |
| Karl Abraham von Zedlitz                 | 1771              | 1788            | aussi des questions spirituelles                                            | Armoiries du royaume de Prusse · Levin Friedrich von Bismarck · Karl Abraham de Zedlitz · membre du parlement des etats unis · Karl Abraham de Zedlitz · Armoiries de ceux de Münchhausen · Johann Heinrich Casimir Comte von Carmer · Carl Friedrich von Beyme |
| Wolfgang Ferdinand von Dörnberg (de)     | 1771              | 1793            | Ministre de la justice de la colonie française et des affaires spirituelles | Armoiries du royaume de Prusse · Levin Friedrich von Bismarck · Karl Abraham de Zedlitz · membre du parlement des etats unis · Karl Abraham de Zedlitz · Armoiries de ceux de Münchhausen · Johann Heinrich Casimir Comte von Carmer · Carl Friedrich von Beyme |
| Ernst Friedemann von Munchausen          | 1771              |                 | Administration judiciaire                                                   | Armoiries du royaume de Prusse · Levin Friedrich von Bismarck · Karl Abraham de Zedlitz · membre du parlement des etats unis · Karl Abraham de Zedlitz · Armoiries de ceux de Münchhausen · Johann Heinrich Casimir Comte von Carmer · Carl Friedrich von Beyme |
| Johann Heinrich von Carmer               | 1780              | 1794            | Grand Chancelier                                                            | Armoiries du royaume de Prusse · Levin Friedrich von Bismarck · Karl Abraham de Zedlitz · membre du parlement des etats unis · Karl Abraham de Zedlitz · Armoiries de ceux de Münchhausen · Johann Heinrich Casimir Comte von Carmer · Carl Friedrich von Beyme |
| Eberhard von der Recke                   | 30 décembre 1784  | 1807            |                                                                             | Armoiries du royaume de Prusse · Levin Friedrich von Bismarck · Karl Abraham de Zedlitz · membre du parlement des etats unis · Karl Abraham de Zedlitz · Armoiries de ceux de Münchhausen · Johann Heinrich Casimir Comte von Carmer · Carl Friedrich von Beyme |
| Johann Christoph von Wöllner             | 1788              | 11 mars 1798    | Affaires spirituelles                                                       | Armoiries du royaume de Prusse · Levin Friedrich von Bismarck · Karl Abraham de Zedlitz · membre du parlement des etats unis · Karl Abraham de Zedlitz · Armoiries de ceux de Münchhausen · Johann Heinrich Casimir Comte von Carmer · Carl Friedrich von Beyme |
| Heinrich Julius von Goldbeck (de)        | 11 décembre 1789  | 7 janvier 1795  |                                                                             | Armoiries du royaume de Prusse · Levin Friedrich von Bismarck · Karl Abraham de Zedlitz · membre du parlement des etats unis · Karl Abraham de Zedlitz · Armoiries de ceux de Münchhausen · Johann Heinrich Casimir Comte von Carmer · Carl Friedrich von Beyme |
| Heinrich Julius von Goldbeck             | 7 janvier 1795    |                 | Grand Chancelier                                                            | Armoiries du royaume de Prusse · Levin Friedrich von Bismarck · Karl Abraham de Zedlitz · membre du parlement des etats unis · Karl Abraham de Zedlitz · Armoiries de ceux de Münchhausen · Johann Heinrich Casimir Comte von Carmer · Carl Friedrich von Beyme |
| Albrecht Heinrich von Arnim (de)         | 1798              | 1802            |                                                                             | Armoiries du royaume de Prusse · Levin Friedrich von Bismarck · Karl Abraham de Zedlitz · membre du parlement des etats unis · Karl Abraham de Zedlitz · Armoiries de ceux de Münchhausen · Johann Heinrich Casimir Comte von Carmer · Carl Friedrich von Beyme |
| Julius Eberhard von Massow (de)          | 2 avril 1798      |                 | Affaires spirituelles                                                       | Armoiries du royaume de Prusse · Levin Friedrich von Bismarck · Karl Abraham de Zedlitz · membre du parlement des etats unis · Karl Abraham de Zedlitz · Armoiries de ceux de Münchhausen · Johann Heinrich Casimir Comte von Carmer · Carl Friedrich von Beyme |
| Carl Friedrich von Beyme                 | 25 novembre 1808  | 4 juin 1810     | Grand Chancelier                                                            | Armoiries du royaume de Prusse · Levin Friedrich von Bismarck · Karl Abraham de Zedlitz · membre du parlement des etats unis · Karl Abraham de Zedlitz · Armoiries de ceux de Münchhausen · Johann Heinrich Casimir Comte von Carmer · Carl Friedrich von Beyme |
| Friedrich Leopold von Kircheisen         | 1810              | 1817            | Temps de réforme                                                            | Armoiries du royaume de Prusse · Levin Friedrich von Bismarck · Karl Abraham de Zedlitz · membre du parlement des etats unis · Karl Abraham de Zedlitz · Armoiries de ceux de Münchhausen · Johann Heinrich Casimir Comte von Carmer · Carl Friedrich von Beyme |

## Deux départements de 1817 à 1848
| Nom de famille                   | Prise de fonction | Démission         | département               | image                                                                     |
| -------------------------------- | ----------------- | ----------------- | ------------------------- | ------------------------------------------------------------------------- |
| Friedrich Léopold von Kircheisen | 1817              | 1825              | Administration judiciaire | Carl Friedrich von Beyme · Friedrich Carl von Savigny · Alexandre d'Uhden |
| Carl Friedrich von Beyme         | 1817              | 31 décembre 1819  | Révision de la loi        | Carl Friedrich von Beyme · Friedrich Carl von Savigny · Alexandre d'Uhden |
| Heinrich von Danckelmann (de)    | 23 avril 1825     | 19 décembre 1830  | Administration judiciaire | Carl Friedrich von Beyme · Friedrich Carl von Savigny · Alexandre d'Uhden |
| Heinrich Gottlob von Mühler      | 9 février 1832    | 30 septembre 1844 | Administration judiciaire | Carl Friedrich von Beyme · Friedrich Carl von Savigny · Alexandre d'Uhden |
| Karl Albert von Kamptz           | 9 février 1832    | 1842              | Révision de la loi        | Carl Friedrich von Beyme · Friedrich Carl von Savigny · Alexandre d'Uhden |
| Friedrich Carl von Savigny       | 28 février 1842   | 30 mars 1848      | Révision de la loi        | Carl Friedrich von Beyme · Friedrich Carl von Savigny · Alexandre d'Uhden |
| Alexander von Uhden (de)         | 1er octobre 1844  | 20 mars 1848      | Administration judiciaire | Carl Friedrich von Beyme · Friedrich Carl von Savigny · Alexandre d'Uhden |

## Découpage actuel de 1848 à 1945
| Nom de famille                                | Prise de fonction | Démission         | image |
| --------------------------------------------- | ----------------- | ----------------- | --- |
| Wilhelm Bornemann (de)                        | 20 mars 1848      | 20 juin 1848      | Adolph Leonhardt · Hermann von Schelling · Pierre Spahn · Affiche électorale pour Kurt Rosenfeld · Hugo am Zehnhoff · Franz Gürtner |
| Karl Anton Maerker (de)                       | 25 juin 1848      | 21 septembre 1848 | Adolph Leonhardt · Hermann von Schelling · Pierre Spahn · Affiche électorale pour Kurt Rosenfeld · Hugo am Zehnhoff · Franz Gürtner |
| Gustav Wilhelm Kisker (de)                    | 25 septembre 1848 | 11 novembre 1848  | Adolph Leonhardt · Hermann von Schelling · Pierre Spahn · Affiche électorale pour Kurt Rosenfeld · Hugo am Zehnhoff · Franz Gürtner |
| Wilhelm Rintelen (de)                         | 11 novembre 1848  | 10 avril 1849     | Adolph Leonhardt · Hermann von Schelling · Pierre Spahn · Affiche électorale pour Kurt Rosenfeld · Hugo am Zehnhoff · Franz Gürtner |
| Ludwig Simons (de)                            | 10 avril 1849     | 14 décembre 1860  | Adolph Leonhardt · Hermann von Schelling · Pierre Spahn · Affiche électorale pour Kurt Rosenfeld · Hugo am Zehnhoff · Franz Gürtner |
| August von Bernuth (de)                       | 17 décembre 1860  | 17 mars 1862      | Adolph Leonhardt · Hermann von Schelling · Pierre Spahn · Affiche électorale pour Kurt Rosenfeld · Hugo am Zehnhoff · Franz Gürtner |
| Leopold zur Lippe-Biesterfeld-Weißenfeld (de) | décembre 1862     | 2 décembre 1867   | Adolph Leonhardt · Hermann von Schelling · Pierre Spahn · Affiche électorale pour Kurt Rosenfeld · Hugo am Zehnhoff · Franz Gürtner |
| Adolph Leonhardt (de)                         | 5 décembre 1867   | 29 octobre 1879   | Adolph Leonhardt · Hermann von Schelling · Pierre Spahn · Affiche électorale pour Kurt Rosenfeld · Hugo am Zehnhoff · Franz Gürtner |
| Heinrich von Friedberg                        | 29 octobre 1879   | 16 janvier 1889   | Adolph Leonhardt · Hermann von Schelling · Pierre Spahn · Affiche électorale pour Kurt Rosenfeld · Hugo am Zehnhoff · Franz Gürtner |
| Hermann von Schelling                         | 31 janvier 1889   | 13 novembre 1894  | Adolph Leonhardt · Hermann von Schelling · Pierre Spahn · Affiche électorale pour Kurt Rosenfeld · Hugo am Zehnhoff · Franz Gürtner |
| Karl von Schönstedt (de)                      | 13 novembre 1894  | 20 novembre 1905  | Adolph Leonhardt · Hermann von Schelling · Pierre Spahn · Affiche électorale pour Kurt Rosenfeld · Hugo am Zehnhoff · Franz Gürtner |
| Max von Beseler (de)                          | 20 novembre 1905  | 6 août 1917       | Adolph Leonhardt · Hermann von Schelling · Pierre Spahn · Affiche électorale pour Kurt Rosenfeld · Hugo am Zehnhoff · Franz Gürtner |
| Peter Spahn                                   | 6 août 1917       | 27 novembre 1918  | Adolph Leonhardt · Hermann von Schelling · Pierre Spahn · Affiche électorale pour Kurt Rosenfeld · Hugo am Zehnhoff · Franz Gürtner |
| Kurt Rosenfeld                                | 14 novembre 1918  | janvier 1919      | Adolph Leonhardt · Hermann von Schelling · Pierre Spahn · Affiche électorale pour Kurt Rosenfeld · Hugo am Zehnhoff · Franz Gürtner |
| Wolfgang Heine                                | 27 novembre 1918  | 30 mars 1919      | Adolph Leonhardt · Hermann von Schelling · Pierre Spahn · Affiche électorale pour Kurt Rosenfeld · Hugo am Zehnhoff · Franz Gürtner |
| Hugo am Zehnhoff                              | 25 mars 1919      | 5 mars 1927       | Adolph Leonhardt · Hermann von Schelling · Pierre Spahn · Affiche électorale pour Kurt Rosenfeld · Hugo am Zehnhoff · Franz Gürtner |
| Hermann Schmidt (de)                          | 5 mars 1927       | 20 juillet 1932   | Adolph Leonhardt · Hermann von Schelling · Pierre Spahn · Affiche électorale pour Kurt Rosenfeld · Hugo am Zehnhoff · Franz Gürtner |
| Heinrich Hölscher (de), commissaire du Reich  | 1932              | 1933              | Adolph Leonhardt · Hermann von Schelling · Pierre Spahn · Affiche électorale pour Kurt Rosenfeld · Hugo am Zehnhoff · Franz Gürtner |
| Hanns Kerrl                                   | 11 avril 1933     | 1934              | Adolph Leonhardt · Hermann von Schelling · Pierre Spahn · Affiche électorale pour Kurt Rosenfeld · Hugo am Zehnhoff · Franz Gürtner |
| Franz Gürtner                                 | 1934              | 1935              | Adolph Leonhardt · Hermann von Schelling · Pierre Spahn · Affiche électorale pour Kurt Rosenfeld · Hugo am Zehnhoff · Franz Gürtner |

## Ministre provincial (chancelier)
| Nom de famille                            | Prise de fonction | Démission | Province | image                                                                 |
| ----------------------------------------- | ----------------- | --------- | -------- | --------------------------------------------------------------------- |
| Friedrich Alexander von Korff (de)        | 1766              |           | Prusse   | Armoiries de Silésie · Johann Heinrich von Carmer · Samuel de Cocceji |
| Ludwig Finck von Finckenstein (de)        | 1785              |           | Prusse   | Armoiries de Silésie · Johann Heinrich von Carmer · Samuel de Cocceji |
| Karl Wilhelm von Schrötter (de)           |                   |           | Prusse   | Armoiries de Silésie · Johann Heinrich von Carmer · Samuel de Cocceji |
| Karl Gustav von Goßler                    | 1869              | 1885      | Prusse   | Armoiries de Silésie · Johann Heinrich von Carmer · Samuel de Cocceji |
| Samuel von Cocceji                        | 1741              | 1743      | Silésie  | Armoiries de Silésie · Johann Heinrich von Carmer · Samuel de Cocceji |
| Georg Dietloff von Arnim-Boitzenburg (de) | 1743              | 1748      | Silésie  | Armoiries de Silésie · Johann Heinrich von Carmer · Samuel de Cocceji |
| Adolph von Danckelmann (de)               | 24 mars 1780      | 1795      | Silésie  | Armoiries de Silésie · Johann Heinrich von Carmer · Samuel de Cocceji |
| Johann Heinrich von Carmer                | 1768              | 1780      | Silésie  | Armoiries de Silésie · Johann Heinrich von Carmer · Samuel de Cocceji |

## Remarques
- Des époques différentes sont parfois mentionnées dans la littérature. C'est parce qu'ils font référence à l'inauguration provisoire, à la nomination par le roi et le premier ministre, à l'inauguration formelle ; il en va de même pour une demande de révocation, d'approbation d'adieu et de transfert de fonction / nomination d'un successeur. Cela peut entraîner des lacunes ou des chevauchements, surtout en période de turbulences et si le prédécesseur est malade.

## Sources
- Ministère d'État prussien (de) : Protocoles (Acta Borussica)
- Division du ministère de la Justice. Dans Magnus Friedrich von Bassewitz : Le Kurmark Brandenburg : son état et son administration juste avant le déclenchement de la guerre de France en octobre 1806. Leipzig 1847. P. 44 s. (disponible sur Internet Archive)